# Большая Раковка
Большая Раковка — село в Красноярском районе Самарской области. Административный центр сельского поселения Большая Раковка.

## География
Село находится на расстоянии примерно 24 км (по прямой) к северо-востоку от села Красный Яр, административного центра района.

### Часовой пояс
Село Большая Раковка, как и вся Самарская область, находится в часовой зоне МСК+1. Смещение применяемого времени относительно UTC составляет +4:00.

## История
Основано в 1738 году, название дано по местной речке. В советское время в селе работали колхозы «Перерождение», «Красное Поле», «Гремячий», «Красный», «Труд», «Красное Знамя».

## Население
| 2010 |
| ---- |
| 744  |

### Национальный состав
Согласно результатам переписи 2002 года, в национальной структуре населения русские составляли 87 % из 845 чел.